# Burgh by Sands
Burgh by Sands est un village et une paroisse civile de Cumbria, en Angleterre. Il est situé dans le district de la Cité de Carlisle, à une dizaine de kilomètres à l'ouest du centre-ville de Carlisle. Au moment du recensement de 2001, il comptait 1 143 habitants.

## Histoire
Le roi anglais Édouard Ier est mort à Burgh by Sands le 7 juillet 1307, alors qu'il conduisait une armée en Écosse. Un monument a été édifié à l'emplacement exact où il est mort. Le village abrite également une statue du roi en armure, l'épée tirée.